# 레슬리 앤 워런
레슬리 앤 워런(Lesley Ann Warren, 1946년 8월 16일 ~ )은 미국의 배우이다. 1977년 골든 글로브상 텔레비전 드라마 시리즈 부문에서 여우주연상을 수상했다.

## 영화
- 빅터 빅토리아
- 클루 (영화)
- 3인의 약혼녀
- 컬러 오브 나이트
- 세크리터리
- 잡스 (영화)

## 텔레비전
- 미션 임파서블
- 제6지대
- 형사 콜롬보
- S.W.A.T. (1975년 드라마)
- 머펫 쇼
- 제시 (1998년 시트콤)
- 크로싱 조던
- 천사의 손길
- 더 프랙티스
- 위기의 주부들
- 인 플레인 사이트
- 사이크
- 커뮤니티 (시트콤)
- 데어데블 (드라마)
- 올 라이즈